# پشه خاکی
پشهٔ خاکی (Phlebotomus) یک سرده از شن‌مگس‌ها در خانوادهٔ مگس راه‌آب و زیرخانوادهٔ فلوبوتومینه (Phlebotominae) است. نزدیک به ۶۰۰ گونه در ۵ جنس از این حشره وجود دارد که ۳ جنس فلوبوتوموس، لوتزومیا و سرژنتومیا اهمیت زیادی دارند. جنس فلوبوتوموس در دنیای قدیم (قاره‌های آسیا، آفریقا و اروپا) ناقل بیماری سالک است و جنس لوتزومیا در جهان جدید ناقل می‌باشد و بالاخره سرژنتومیا از خون مهره‌داران تغذیه می‌کند. از نظر پزشکی دو جنس اول اهمیت بیشتری دارند.
پشه خاکی‌ها انتشار وسیعی در نواحی حاره و نیمه‌حاره دارند و در بعضی از مناطق دنیای قدیم و جدید انتشار آن‌ها تا حدود ۵۰ درجهٔ عرض شمالی امتداد یافته‌اند. جنس فلوبوتوموی فقط در دنیای قدیم به ویژه در قسمت‌های جنوبی مناطق معتدلهٔ شمالی مانند منطقهٔ مدیترانه یافت می‌شود.
جنس لوتزومیا فقط در مناطق گرمسیری و نیمه‌گرمسیری دنیای جدید یافت می‌شود.
پشه خاکی‌ها ناقل بیماری سالک نیز می‌باشند. همچنین آن‌ها ناقلین عامل بیماری ویروسی تب پاپاتاسی و یک تک‌یاخته مولد بیماری کاریون به نام بارتنولوزیس می‌بدر زیرخانوادهٔ فلوبوتومینه قرار دارند و داراکص خواهرترمو، چشمانی نسبتاً بزرگ و سیاه‌رنگ و پاهای بلند است.
در پشه خاکی‌های زیرخانوادهٔ فلوبوتومبنه سر، سینه، شکم به‌طور انبوه با موهای بلند پوشیده شده‌است.
این پشه خاکی‌ها در هنگام استراحت بال‌هایشان به صورت ایستاده در بالای بدن نگه داشته می‌شود که یکی از طرق مهم تشخیص است.

## زیست‌شناسی
این پشه خاکی‌ها در جاهای مختلف از جمله در لانهٔ جوندگان، لانهٔ سگ، لانهٔ خزندگان، لانهٔ دوزیستان و همچنین در شکاف سنگ‌فرش‌ها، در کف اصطبل‌ها، در داخل مرغداری‌ها، در بین ریشه‌های خارجی درختان جنگلی و مناطق مشابه تخم‌گذاری و زندگی می‌کنند.
تخم این حشرات کوچک و کم‌وبیش بیضی‌شکل است و معمولاً به رنگ قهوه‌ای یا سیاه است.
هرچند که لارو این پشه خاکی‌ها آبزی نمی‌باشد، ولی یک حداقل رطوبت برای خاک منطقه لازم است.
این پشه خاکی‌ها دارای دگردیسی کامل می‌باشند. یعنی تخم --> لارو ---> پوپ --> بالغ
پشه خاکی‌ها دارای ۴  مرحلهٔ لاروی می‌باشد. لارو عمدتاً از مواد آلی و در حال پوسیدن تغذیه می‌کند. این مواد شامل قارچها، برگ‌های جنگلی، مدفوع حیوانات و مواد آلی در حال فساد بندپایان است.
لارو پشه خاکی‌ها به راحتی قابل تشخیص می‌باشد زیرا دارای سر نسبتاً سیاه‌رنگ و بدن خاکستری‌رنگ یا زردرنگ است. هفت حلقهٔ اول شکم مجهز به پاهای کاذب است ولی بارزترین صفت ابریشم مشخص و ضخیمی است که بر روی سر و تمام بدن قرار دارد. در اکثر گونه‌ها انتهای شکم مجهز به دو جفت موی بلند مشخص به نام ابریشم دمی یا ابریشم مخرجی است.
هردو جنس پشه خاکی‌ها از شیرهٔ گیاهان تغذیه می‌کنند، ولی پشه خاکی ماده افزون‌بر شیرهٔ گیاهان، از خون نیز تغذیه می‌کند.